# Jaakko Paasivirta
Jaakko Paasivirta, född 23 september 1931 i Helsingfors, död 18 januari 2011, var en finländsk kemist.
Paasivirta blev student 1950, filosofie kandidat 1954, filosofie licentiat i Helsingfors universitet 1959 och filosofie doktor i Uleåborgs universitet 1962. Han var assistent vid Helsingfors universitet 1957–1959, vid Uleåborgs universitet 1959–1966, blev docent 1966, var biträdande professor vid Åbo universitet 1966–1969 och professor i organisk kemi vid Jyväskylä universitet 1969–1994.